# Gruslupin
Gruslupin (Lupinus perennis) är en ärtväxtart som beskrevs av Carl von Linné. Enligt Catalogue of Life ingår Gruslupin i släktet lupiner och familjen ärtväxter, men enligt Dyntaxa är tillhörigheten istället släktet lupiner och familjen ärtväxter. Arten förekommer tillfälligt i Sverige, men reproducerar sig inte.

## Underarter
Arten delas in i följande underarter:
- L. p. gracilis
- L. p. perennis

## Bildgalleri

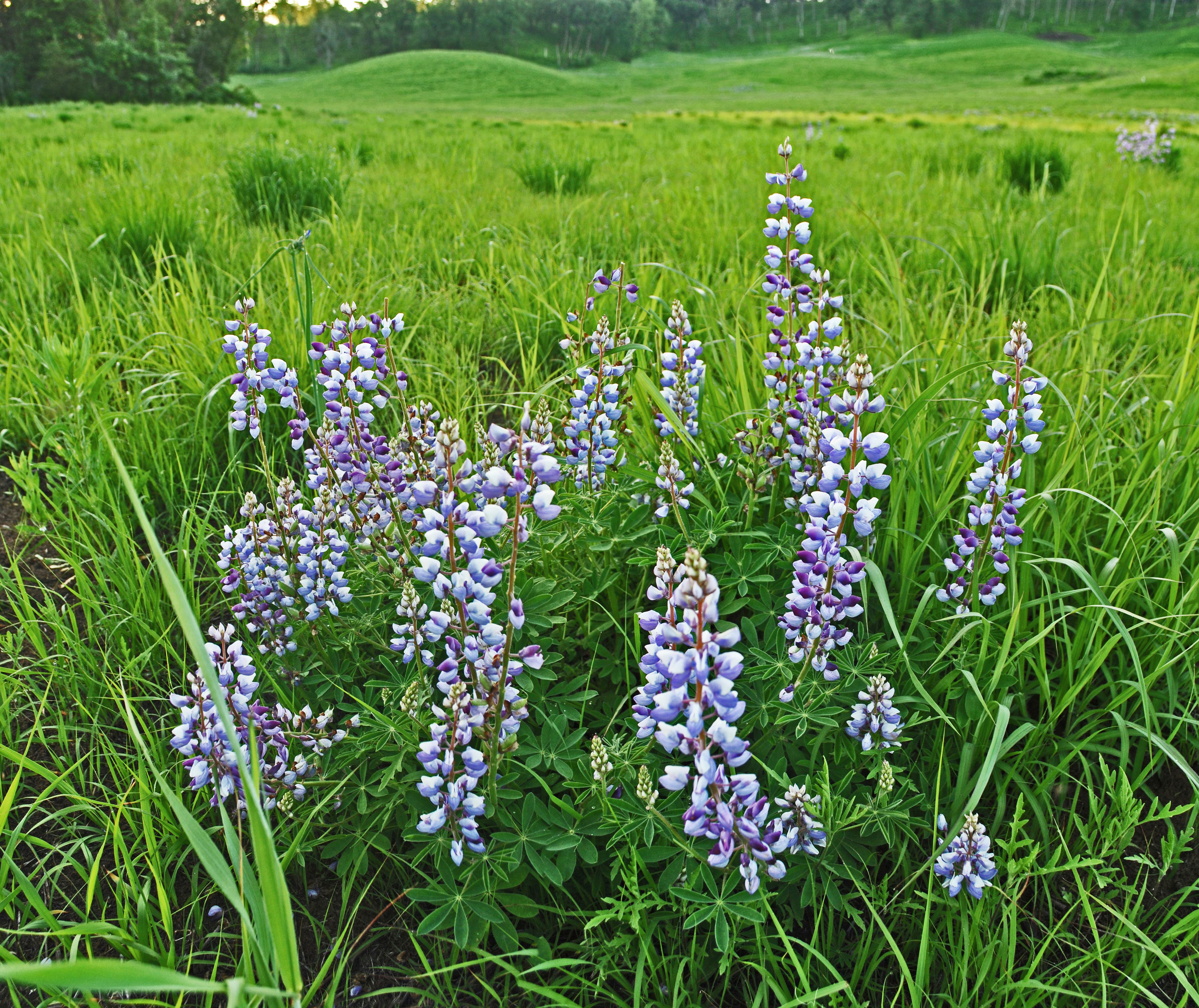
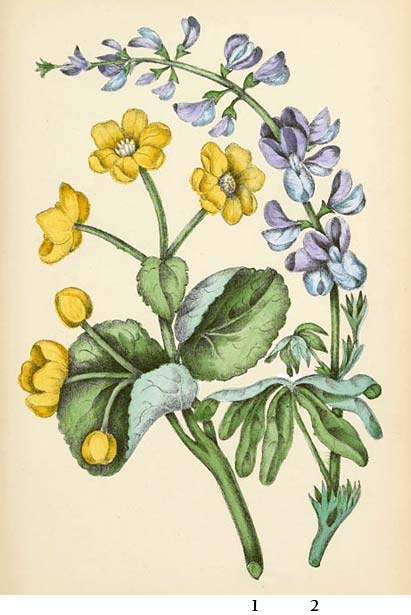
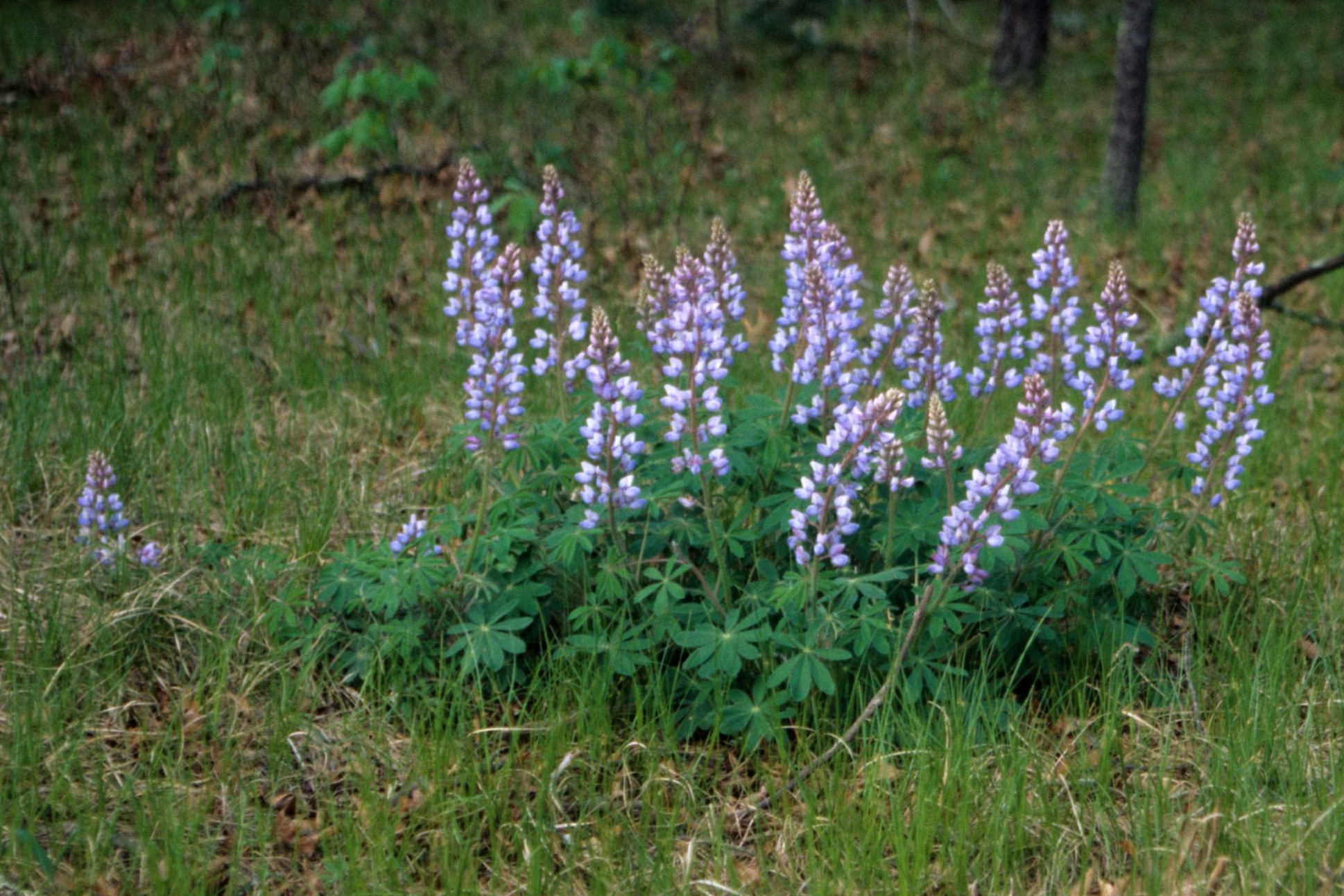